# Grażyna Krzanowska
Grażyna Krzanowska, z domu Makowska (ur. 1 marca 1952 w Legnicy)  – polska kompozytorka i pedagog.

## Życiorys
W latach 1971–1976 studiowała kompozycję u Tadeusza Natansona w Państwowej Wyższej Szkole Muzycznej we Wrocławiu. W latach 1976–1986 wykładała teorię muzyki w Państwowej Szkole Muzycznej im. Mieczysława Karłowicza w Katowicach, od 1986 w Państwowej Szkole Muzycznej im. Stanisława Moniuszki w Bielsku-Białej .
Od 1976 mieszka w Czechowicach-Dziedzicach, gdzie działa jako organizator życia muzycznego, m.in. zainicjowała i prowadzi od 1991 Muzyczne Spotkania Młodych „Alkagran” (festiwal poświęcony pamięci Andrzeja Krzanowskiego), a w 1993 założyła prywatną Małą Akademię Muzyki .

## Główne nagrody i wyróżnienia
(na podstawie materiałów źródłowych)
- 1978 – II nagroda w Konkursie Młodych Kompozytorów Związku Kompozytorów Polskich za Symfonię z uderzeniem w kotły na orkiestrę (1977–1978)
- 1979 – III nagroda w Konkursie Kompozytorskim Naczelnej Redakcji Muzycznej Polskiego Radia i Telewizji za Polanowe ognie na sopran, alt i zespół instrumentalny (1979)
- 1983 – wyróżnienie na The Okanagan Music Festival for Composers w Kanadzie za Kwartet smyczkowy nr 2 (1980)
- 1989 – II nagroda w IX Międzynarodowym Konkursie dla Kompozytorek w Mannheim za Silver Line na piętnaście instrumentów smyczkowych (1988–1989)

## Twórczość
W twórczości Krzanowskiej przenikają się trzy nurty: folklorystyczny, dydaktyczny i symfoniczno-kameralny, w którym osobowość kompozytorki wyraża się najpełniej. Dramaturgia większości jej utworów rozgrywa się na planie harmoniczno-sonorystycznym. Jej stylistycznie różnorodny język muzyczny zbliża ją do postmodernistów .
Kompozytorka swobodnie czerpie z tradycyjnych technik i klasycznych form, mieszając technikę aleatoryczną i klasterowe brzmienia z wyraźnymi odniesieniami tonalnymi. A przy tym nadaje brzmieniom dźwięczność zaczerpniętą z kameralistyki, co pozwala jej, nawet w muzyce orkiestrowej, tworzyć chwile wielkiej intymności i subtelności.
Jej utwory były wykonywane m.in. podczas „Warszawskiej Jesieni”, Festiwalu Musica Polonica Nova we Wrocławiu, Śląskich Dni Muzyki Współczesnej w Katowicach.

## Ważniejsze kompozycje
(na podstawie materiałów źródłowych )
|  | - Portrety na orkiestrę smyczkową (1972) - Kwartet smyczkowy nr 1 (1973) - Trio na dwoje skrzypiec i wiolonczelę (1974) - Epithalamium Sigismunde et Barbarae na chór mieszany a cappella (1974) - DA-RA, kantata na sopran, alt i orkiestrę symfoniczną (1974–1975) - Zaśpiewy, kantata na głosy solowe i orkiestrę (1974–1975) - Stabat Mater na dwa soprany, dwa chóry mieszane i orkiestrę (1975) - Fugue na orkiestrę smyczkową (1975) - Passacaglia na orkiestrę (1975–1976) - ... per orchestra (1976) - Concerto grosso na piętnaście instrumentów smyczkowych (1976–1977) - Symfonia z uderzeniem w kotły na orkiestrę (1977–1978) - Pieśni bez słów na orkiestrę kameralną (1978) - Postlude na mezzosopran, flet, gitarę, skrzypce i wiolonczelę (1978) - Partita na skrzypce i fortepian (1979) - Polanowe ognie na sopran, alt i zespół instrumentalny (1979) - Zabawy dziecięce, dziewięć utworów na akordeon solo (1979) - Rymowanki, trzy łatwe utwory na skrzypce i fortepian (1980) - Kwartet smyczkowy nr 2 (1980) - Ballada na głos żeński i orkiestrę (1980) - Adagietto per quartetto d’archi (1980–1982) | - Dwanaście etiud dla młodych skrzypków(1981) - Cztery kaprysy na skrzypce solo (1981) - Elegia na orkiestrę (1981) - Shepherd’s Request na sopran i organy (1983) - Cienie na głos żeński, flet i kwartet smyczkowy (1983) - Sonata breve na akordeon solo (1983) - Rapsodia na akordeon solo (1983) - Juhasko prośba na sopran i organy(1983) - Fantazja w czterech częściach na akordeon solo (1984) - Krakowiak, Mazurek i Wiwat na skrzypce i fortepian (1984) - Mała symfonia chorałowa na orkiestrę (1985) - Zapomniana przestrzeń na orkiestrę (1985) - Wariacje na temat piosenki Lecha Miklaszewskiego „Uczeń pierwszej klasy” na skrzypce i fortepian (1985–1986) - Presenza na skrzypce solo (1986) - Three Meetings [wersja I] na obój, klarnet i wiolonczelę (1987) - Three Meetings [wersja II] na głos żeńśki, flet piccolo, flet altowy, obój, klarnet, klarnet basowy, harfę i wiolonczelę (1987) - Leć, głosie na chór żeński a cappella (1988) - Silver Line na piętnaście instrumentów smyczkowych (1988–1989) - Relief X na cztery saksofony (1991) - Stworzenie świata, spektakl muzyczno-baletowy dla dzieci (1992) - Trzy utworki na skrzypce i fortepian (1994) |